# Canal Institucional
Canal Institucional és un canal de televisió nacional de l'Estat colombià llançat el 2 de febrer de 2004.
Emet programes produïts per institucions estatals per tal de promoure i donar a conèixer les seves activitats al públic. També emet les sessions del Congrés, els "consells comunitaris" (consells comunals) setmanals del president Álvaro Uribe els dissabtes, i torna a executar sèries de drames històrics.
Originalment va rebre el nom de Canal Institucional. Va adoptar el nom de Señal Institucional entre el 2004 i el 2009, tornant al seu nom anterior fins al 2013, quan va tornar a ser Señal Institucional com a part del canvi de marca de Radio Televisión Nacional de Colombia, l'emissora pública, com a RTVC Sistema de Mitjans Públics. els canals de televisió i les xarxes de ràdio utilitzen des de llavors el sobrenom "Señal".
Canal Institucional va substituir Canal A, una cadena de televisió nacional de propietat estatal privada nascuda el 1972 (com a Segunda Cadena; la marca Canal A es va utilitzar des del 1992).